# Rixton
I Rixton sono un gruppo pop rock britannico che si è formato a Manchester nel 2012. La band è composta da Jake Roche, Danny Wilkin, Charley Bagnall e Lewi Morgan.

## Storia del gruppo
Il gruppo è originario di Manchester ed è nato con il nome Relics, prima di cambiarlo in Rixton. I fondatori sono Jake Roche, figlio dell'attore Shane Richie e della cantante Coleen Nolan (The Nolans), e Danny Wilkin. In seguito si sono aggiunti alla band altri due musicisti: Charley Bagnall e Lewi Morgan.
La band è salita alla ribalta con il video di Make Out, pubblicato nell'ottobre 2013, che consiste nella parodia di altri video pubblicati nel periodo immediatamente precedente da importanti artisti come Stay di Rihanna, Wrecking Ball di Miley Cyrus, Roar di Katy Perry, Applause di Lady Gaga, Blurred Lines di Robin Thicke e Beauty and a Beat di Justin Bieber. Il brano Make Out tuttavia non è stato pubblicato come singolo.
Il primo singolo è Me and My Broken Heart, diffuso nel marzo 2014. La canzone, prodotta da Benny Blanco e Steve Mac, ha avuto successo in tutto il mondo e tra l'altro ha raggiunto la vetta della classifica britannica Official Singles Chart.
Nell'estate 2014 hanno pubblicato un altro singolo, Wait on Me.
Tra il febbraio e il giugno 2015 aprono le date nordamericane ed europee del tour The Honeymoon Tour di Ariana Grande.
Il 3 marzo 2015 in Nord America il gruppo ha pubblicato il primo album in studio intitolato Let the Road. L'album esce in Europa tra il maggio e il giugno 2015.

## Formazione
- Jake Roche – voce, chitarra
- Charley Bagnall – chitarra, cori
- Danny Wilkin – basso, tastiere, cori
- Lewi Morgan – percussioni, cori

## Discografia

### Album studio
- 2015 - Let the Road

### EP
- 2014 - Me and My Broken Heart EP

### Singoli
- 2014 - Me and My Broken Heart
- 2015 - Wait on Me
- 2015 - Hotel Ceiling